# 黃應中
黃應中（1500年—？年），字子孚，號屏溪，四川重慶府忠州人，明朝政治人物。

## 生平
嘉靖四年（1525年）乙酉科四川鄉試第十一名舉人，嘉靖十一年（1532年）壬辰科會試第二十二名，第二甲第四十七名進士。觀通政司政，十月選翰林院庶吉士，十四年任戶主事，員外，郎中，出爲廬州府知府。二十二年十二月考察以贪暴革职。

## 家族
曾祖黃珏，祖黃本立，父黃璧，母盧氏。重庆下，弟黄应正。